# Змії
Змі́ї (Serpentes) — підряд плазунів ряду лускатих.
Живі змії трапляються на всіх континентах, окрім Антарктиди, і на більшості невеликих ділянок суші; виняток становлять деякі великі острови, такі як Ірландія, Ісландія, Гренландія та острови Нової Зеландії, а також багато невеликих островів Атлантичного та центрального Тихого океанів. Крім того, морські змії широко поширені в Індійському та Тихому океанах. Наразі відомо близько тридцяти родин, що включають близько 520 родів і понад 4170 видів. Вони варіюються в розмірах від крихітної барбадоської нитчастої змії завдовжки 10,4 см до сітчастого пітона завдовжки 6,95 метра. Викопний вид Titanoboa cerrejonensis сягав 12,8 метра (42 фут). Вважається, що змії еволюціонували від риючих або водяних ящірок, можливо в Юрському періоді, а найдавніші відомі скам'янілості датуються періодом від 143 до 167 млн років тому. Різноманітність сучасних змій з'явилася в епоху палеоцену (приблизно від 66 до 56 млн років тому, після Крейдяно-палеогенового вимирання). Найдавніші збережені описи змій можна знайти в Бруклінському папірусі.
Більшість видів змій неотруйні, і ті, що мають отруту, використовують її переважно для вбивства та підкорення здобичі, а не для самозахисту. Деякі з них мають отруту, достатньо сильну, щоб спричинити болючі травми або смерть людини. Неотруйні змії або ковтають здобич живцем, або вбивають, стискаючи її.
Наука, що займається вивченням змій називається герпетологія.

## Класифікація
У наш час (2020-і) на Землі налічується понад 3000 видів змій, які об'єднують у 2 інфраряди, 3 надродини і 18 родин. Отруйні види становлять близько чверті відомих видів.
- Інфраряд Alethinophidia

- Надродина Henophidia, Нижчі змії

- Родина Валикові змії (Aniliidae)
- Родина Карликові циліндричні змії (Anomochilidae)
- Родина Удавові (Boidae)
- Родина Болиєріди (Bolyeriidae)
- Родина Циліндричні змії (Cylindrophiidae)
- Родина Двоколірні змії (Loxocemidae)
- Родина Пітони (Pythonidae)
- Родина Земляні удави (Tropidophiidae)
- Родина Щитохвості змії (Uropeltidae)
- Родина Променисті змії (Xenopeltidae)

- Надродина Colubroidea (Вужеподібні), Caenophidia (Вищі змії)

- Родина Бородавчасті змії (Acrochordidae)
- Родина Земляні гадюки (Atractaspididae)
- Родина Полозові (Colubridae) (включає як підродину Вужеві)
- Родина Аспідові (Elapidae)
- Родина Гадюкові (Viperidae)
- Родина Pareatidae

- Інфраряд Сліпуноподібні (Scolecophidia)

- Надродина Сліпунові (Typhlopoidea)

- Родина Американські сліпуни (Anomalepididae)
- Родина Стрункі сліпуни (Leptotyphlopidae)
- Родина Сліпуни (Typhlopidae)
- Родина Gerrhopilidae
- Родина Xenotyphlopidae

## Загальна будова

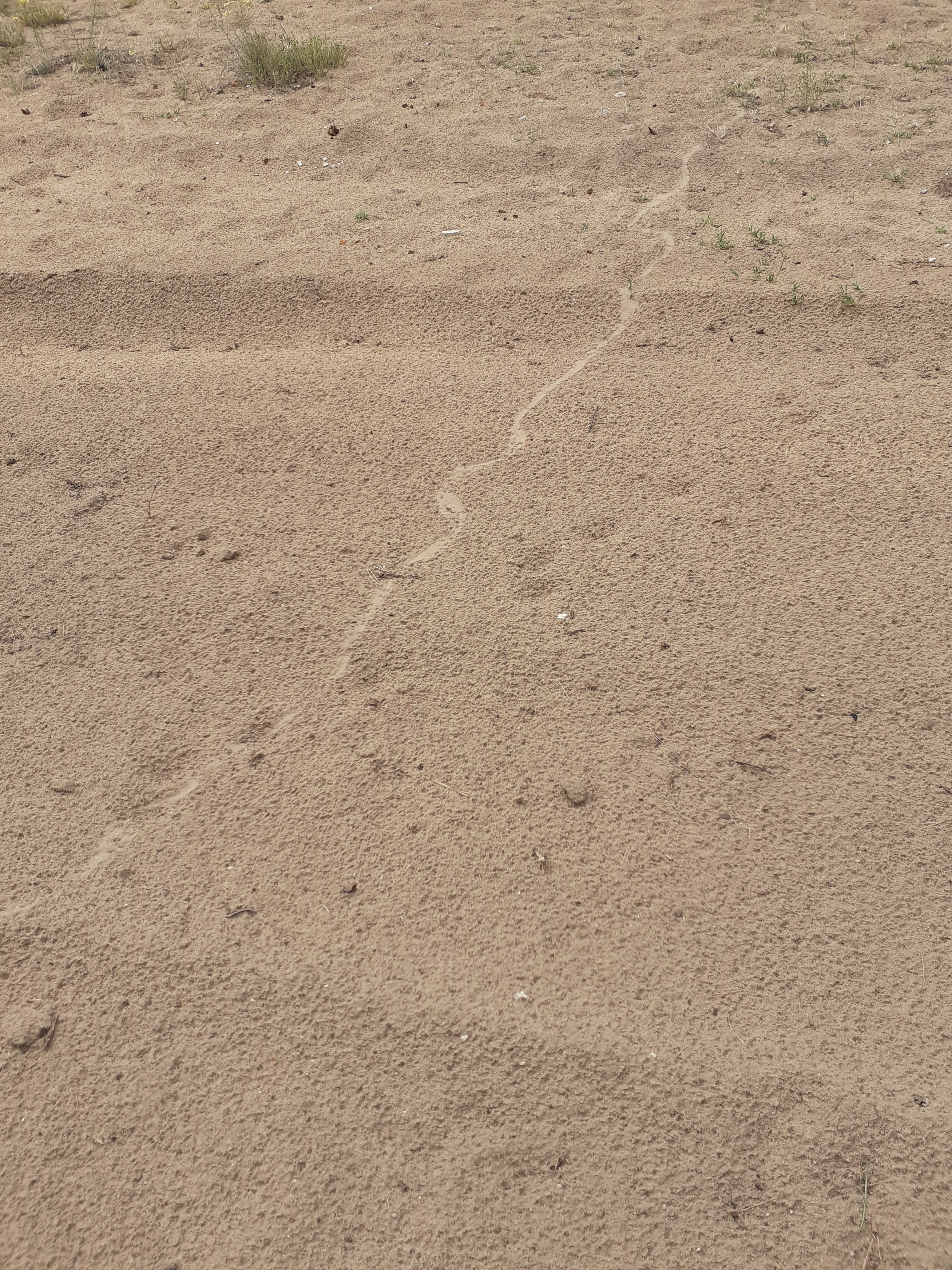
Слід змії яка проповзла по піску

Викопні змії відомі з початку крейдового періоду. Походять, судячи за все, від вараноподібних плазунів. Втрата кінцівок, можливо, пов'язана з пристосуванням до життя серед густих кущів та каміння. Пересуваються за рахунок бокових вигинів та зміни нахилу дуже рухомих ребер. Давні змії були великих розмірів (завдовжки до 15 м), нині найбільша змія – сітчастий пітон або анаконда, рекордні зразки яких досягають близько 12 м, одночасно багато видів мають довжину лише 8 – 10 см та декілька міліметрів товщини. Кількість хребців, як правило, більш як 200, у деяких викопних змій досягала 435. У отруйних змій у верхній щелепі розташовані отруйні зуби, які мають канал для стоку отрути, що виробляється видозміненими слинними залозами. Отрута виділяється під час укусу внаслідок скорочення скроневих м'язів, що стискають залозу. Права та ліва частина щелеп з'єднана гнучкою зв'язкою. Тулубні та хвостові відділи хребта не відрізняються, залишки тазу та задніх кінцівок залишились тільки в удавів. Внутрішні органи асиметричні, одна з легень менш розвинута або відсутня. Задній край розвиненої легені перетворився на резервуар для запасу повітря. Печінка, нирки, статеві залози дуже видовжені. Сечовий міхур відсутній.

## Органи чуттів

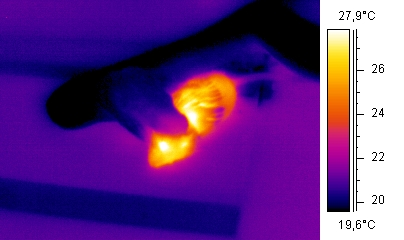
Інфрачервона фотографія змії та її здобичі

Найрозвиненішим органом чуттів є нюх. Розпізнавання запаху у змій відрізняється від цього процесу в інших тварин. За допомогою довгого язика захоплюються молекули пахучих речовин з повітря, та передаються до органу Якобсона. Цей орган притаманний лише зміям, він являє собою парну порожнину, вкриту чутливим до запаху епітелієм. Роздвоєний язик змії після дослідження повітря та різних предметів через два отвори у верхньому піднебінні передає пахучі молекули до чутливого епітелію органу Якобсона, де вони розпізнаються. Так тварини відшукують собі їжу, воду, статевого партнера тощо.
У деяких змій (Viperidae, Boidae, Colubridae) розвинулись специфічні органи термічного чуття – дистанційні термолокатори, які можуть сприймати інфрачервоні промені, які йдуть від теплокровних тварин. Ці структури розташовані на деяких або на всіх верхньогубних, нижньогубних та ростральних щитках у удавів (Boidae) та на боках голови між ніздрів та оком у ямкоголових (Crotalidae) та плетеподібних (Ahaetula) змій. Вони являють собою ямки або щілиноподібні заглиблення, з тонким епітелієм, що інервується відгалуженнями трійничного нерва. Деякі змії здатні сприймати зміну температури повітря на 0,7°С.
Зір у більшості змій досить слабкий. Очі змій вкриті прозорою плівкою, яка утворена верхньою і нижньою повіками і відходить зі шкірою під час линяння. У більшості представників зір кольоровий. Тільки змії, що живуть на деревах та полюють птахів та комах, хапаючи їх на льоту, мають добрий бінокулярний зір. Очі змій, які ведуть підземний спосіб життя затягнуті шкірою, вони не бачать.
Слух у змій майже не розвинений. У них відсутні зовнішнє вухо та барабанна перетинка. Тварини можуть сприймати лише деякі низькочастотні звукові коливання повітря та вібрації ґрунту, які за допомогою щелепних кісток можуть передаватись на квадратну кістку, а з неї – на слухову кісточку середнього вуха.
Функцію органу дотику виконує язик.

## Спосіб життя

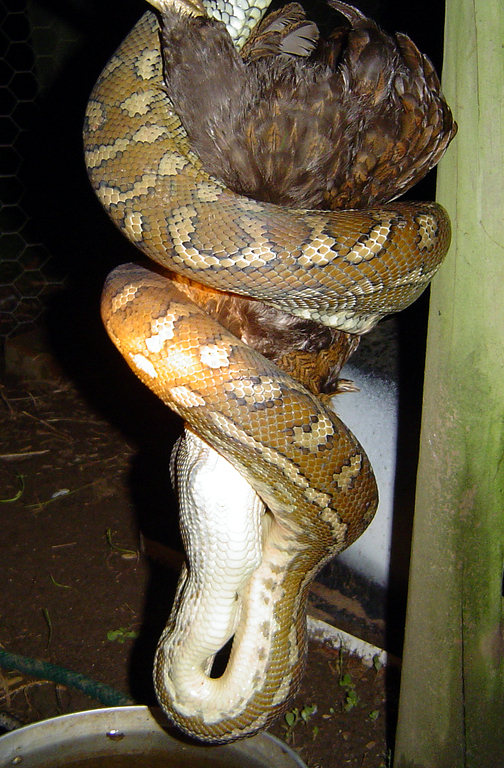
Змія ковтає здобич

Змії освоїли різноманітні середовища існування. Більшість видів живе на землі, здебільшого у теплих вологих місцевостях (зокрема у тропічних джунглях). Також змії зустрічаються у пустелях, степах та горах (до альпійського поясу). Окремі види живуть біля річок та озер, гарно плавають та пірнають. Крім того, одна з родин змій (морські змії) повністю перейшла до життя у воді, навіть розмножуються вони не виходячи на берег, шляхом живородіння. Вони мають веслоподібний сплюснутий з боків хвіст, який дозволяє їм досить швидко плавати. Деякі родини змій перейшли до підземного, рийного способу життя (сліпозмійки, вузькороті та щитохвості). Такий же спосіб життя ведуть і окремі представники інших родин (аспідів, вужових, гадюк). У таких змій, як правило, скорочується хвіст, а очі зменшуються та закриті щитками. Деякі види удавів, вужових, аспідів та ямкоголових пристосувались до життя на деревах та дуже рідко спускаються на землю. Вони мають маскувальне забарвлення та дуже гарно пересуваються тонкими гілками.
При настанні несприятливих умов (наприклад, при похолоданні) змії впадають у сплячку.
Змії живляться лише тваринною їжею. Більшість споживає дрібних хребетних тварин, деякі – яйця птахів (змії–яйцеїди), комах (рід Contia) та молюсків (рід Dipsadinae). Існують види змій, які спеціалізуються на поїданні певного виду здобичі, тобто стенофаги. Наприклад, глянцевий рачий вуж (Liodytes rigida) харчується майже виключно річковими раками, а африканські яєчні змії (Dasypeltis) — тільки яйцями птахів. Здобич вбивають отрутою чи душать, рідко поїдають живцем. Змії завжди ковтають здобич цілою, бо не можуть жувати їжу або відкушувати шматки. При цьому будова скелету дозволяє їм ковтати здобич, яка набагато більша за шириною, ніж сама змія.

## Розповсюдження
Відомо близько 2500 видів змій, що відносяться до 13 родин: Typhlopidae, Anilidae, удави (Boidae), товстоголові (Amblycephalidae), бородавчасті (Acrochordidae), вужові (Colubridae) — чисельна родина, що налічує біля половини усіх видів ряду, морські (Hydrophidae), аспіди (Elapidae), гадюки (Viperidae), гримучі (Crotalidae) та інші. Поширені скрізь, за винятком Нової Зеландії, багатьох океанічних островів та полярних областей. Найбільше число видів зустрічається в Індо-Малайській області, потім в Неотропічній та Ефіопській; менш за все в Голарктичній області.

## Розмноження змій

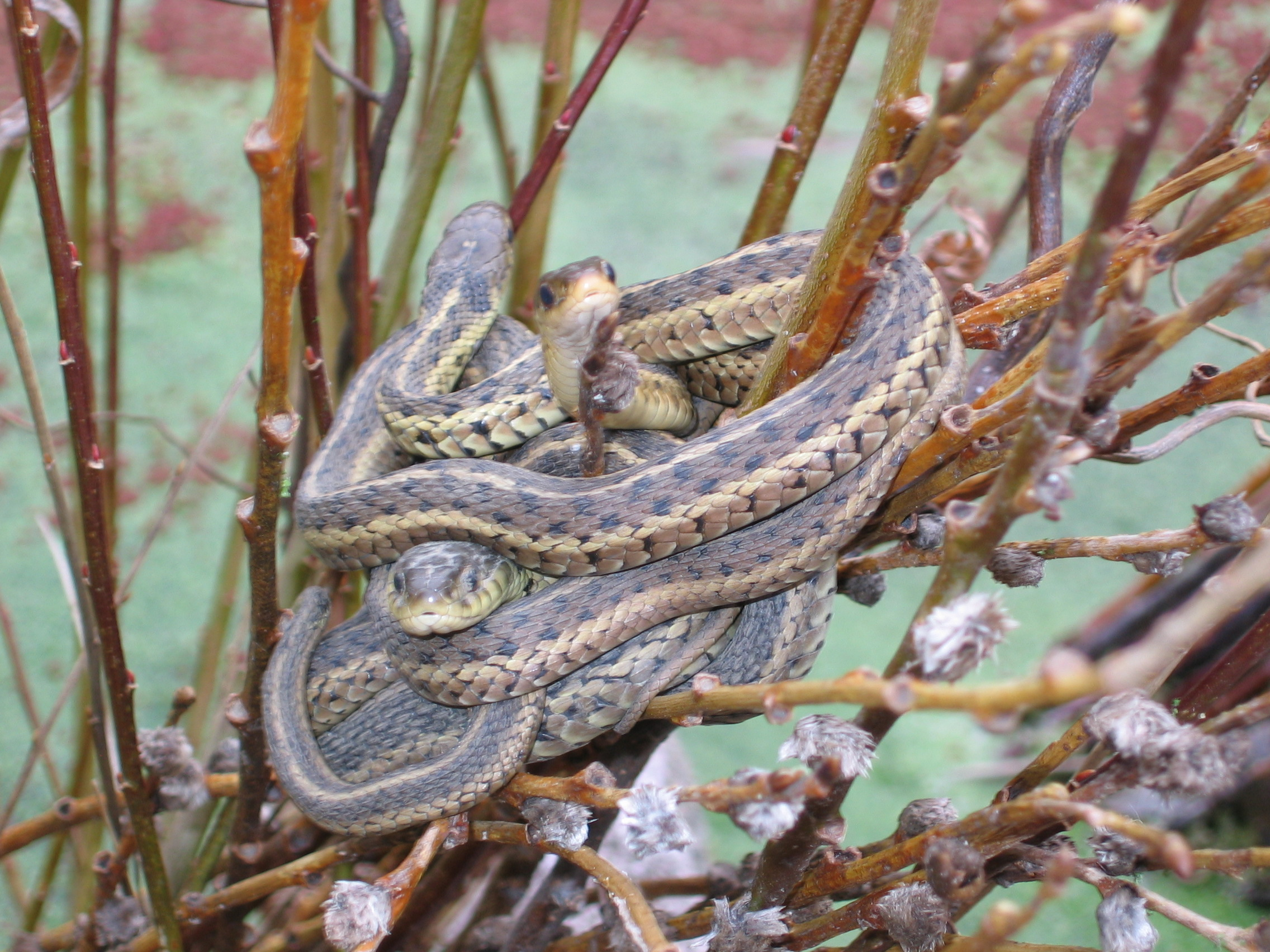
Шлюбні ігри змій

Розмноження відбувається шляхом відкладання яєць, яйцеживородінням або живородінням.
У період розмноження змії активно шукають статевого партнера. При цьому самці шукають самиць нюхаючи повітря язиком, який переносить мізерні кількості хімічних речовин, що залишила самиця, до вомероназального органу. Після того, як партнери зустрілися, відбувається залицяння, яке може бути досить складним у деяких видів. Під час копуляції змії переплітаються, самець вводить копулятивний орган (геміпеніс) у клоаку самиці та виділяє сперму. Самиці деяких видів змій мають здатність запасати живу сперму та зберігати її протягом багатьох місяців. Таким чином після однієї копуляції самиця може кілька разів запліднювати яйцеклітини.
Багато видів змій відкладають яйця, вкриті м'якою оболонкою. Змія закопує їх у листя, пухкий ґрунт або гній. У більшості видів немає турботи про потомство, але деякі види охороняють свої гнізда. Змії, які живуть в умовах, несприятливих для розвитку яєць, розмножуються яйцеживородінням. При цьому інкубаційний період нетривалий, і малеча вилуплюється у тілі матері. Такий спосіб характерний для морських змій, а також для видів, які живуть у гірській місцевості, де ґрунт не прогрівається до температури, потрібної для розвитку яєць. У деяких видів спостерігається справжнє живородіння. При цьому зародок, який знаходиться у яйці, пов'язаний з організмом матері сіткою капілярів і отримує від нього додаткове харчування. Таке утворення схоже на примітивну плаценту. У такий спосіб розмножуються деякі види морських змій, справжня гадюка тощо. Кількість дитинчат, що народжуються або яєць, які відкладаються міниться від кількох штук до кількох десятків (до 100) у різних видів, середня кількість — 10 — 12.

## Значення для людини
У тропічних країнах отруйні змії спричиняють велику шкоду, від їхніх укусів гинуть люди та худоба. В Україні кількість укусів дуже мала, крім того в Україні немає змій зі смертельно-небезпечною отрутою. Деякі види приносять користь, знищуючи гризунів. В деяких країнах змій вирощують у спеціальних серпентаріях заради отрути, яку використовують у медицині як знеболювальний, кровоспинний засіб, для лікування астми, епілепсії та інше. Шкіру плазунів використовують для виготовлення взуття та шкіргалантереї. Вилов змій у деяких регіонах призвів до значного скорочення їх чисельності, внаслідок чого довелось запроваджувати природоохоронні заходи, спрямовані на відновлення їх кількості.

### Заклинателі змій
У деяких частинах світу, особливо в Індії, заклинання змій — це придорожнє шоу, яке виконує заклинатель. У такому шоу заклинатель змій несе кошик зі змією, яку він нібито зачаровує, граючи на своєму музичному інструменті, схожому на флейту, на який змія відповідає. Змія насправді реагує на рух флейти, а не на звук, який вона видає, оскільки у змій відсутні зовнішні вуха (хоча у них є внутрішні вуха).

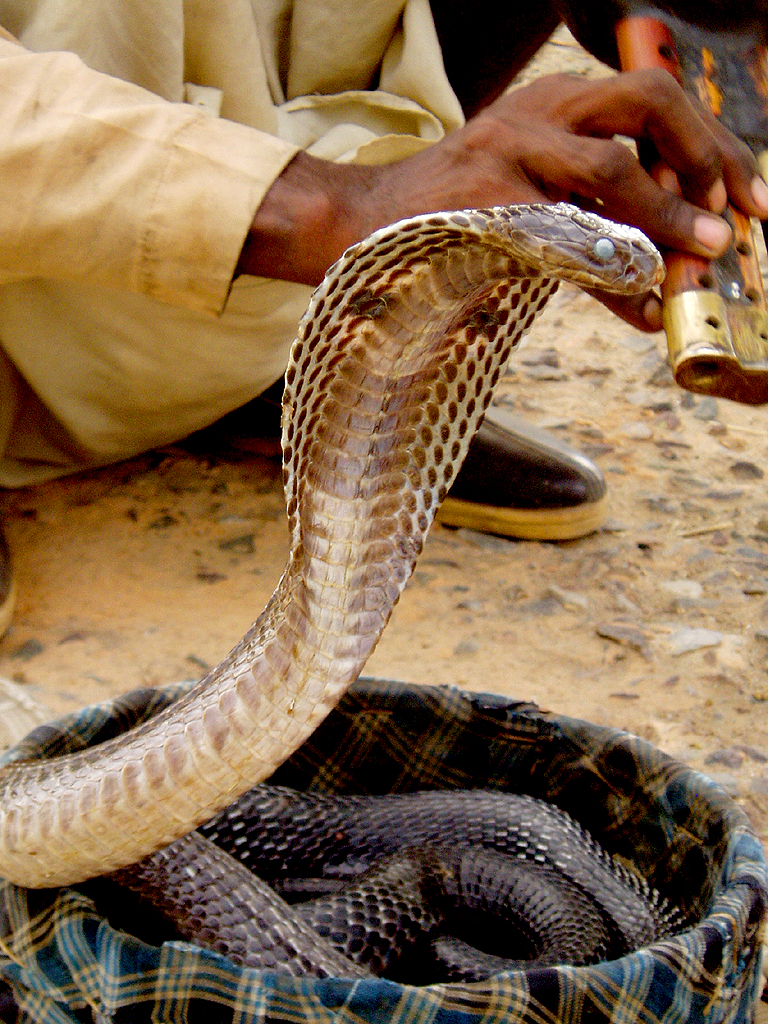
Індійська кобра — найпоширеніший об'єкт зміїних чар.

Закон про захист дикої природи 1972 року в Індії технічно забороняє заклинання змій на підставі зменшення жорстокого поводження з тваринами. Інші типи заклинателів змій використовують шоу змій і мангустів, де ці дві тварини влаштовують імітацію бою; однак це не дуже поширене явище, оскільки тварини можуть бути серйозно травмовані або вбиті. Заклинання змій як професія вимирає в Індії через конкуренцію з сучасними формами розваг і закони про охорону навколишнього середовища, що забороняють цю практику. Багато індійців ніколи не бачили заклинання змій, і це стає фольклорною казкою минулого.

### Вживання в їжу

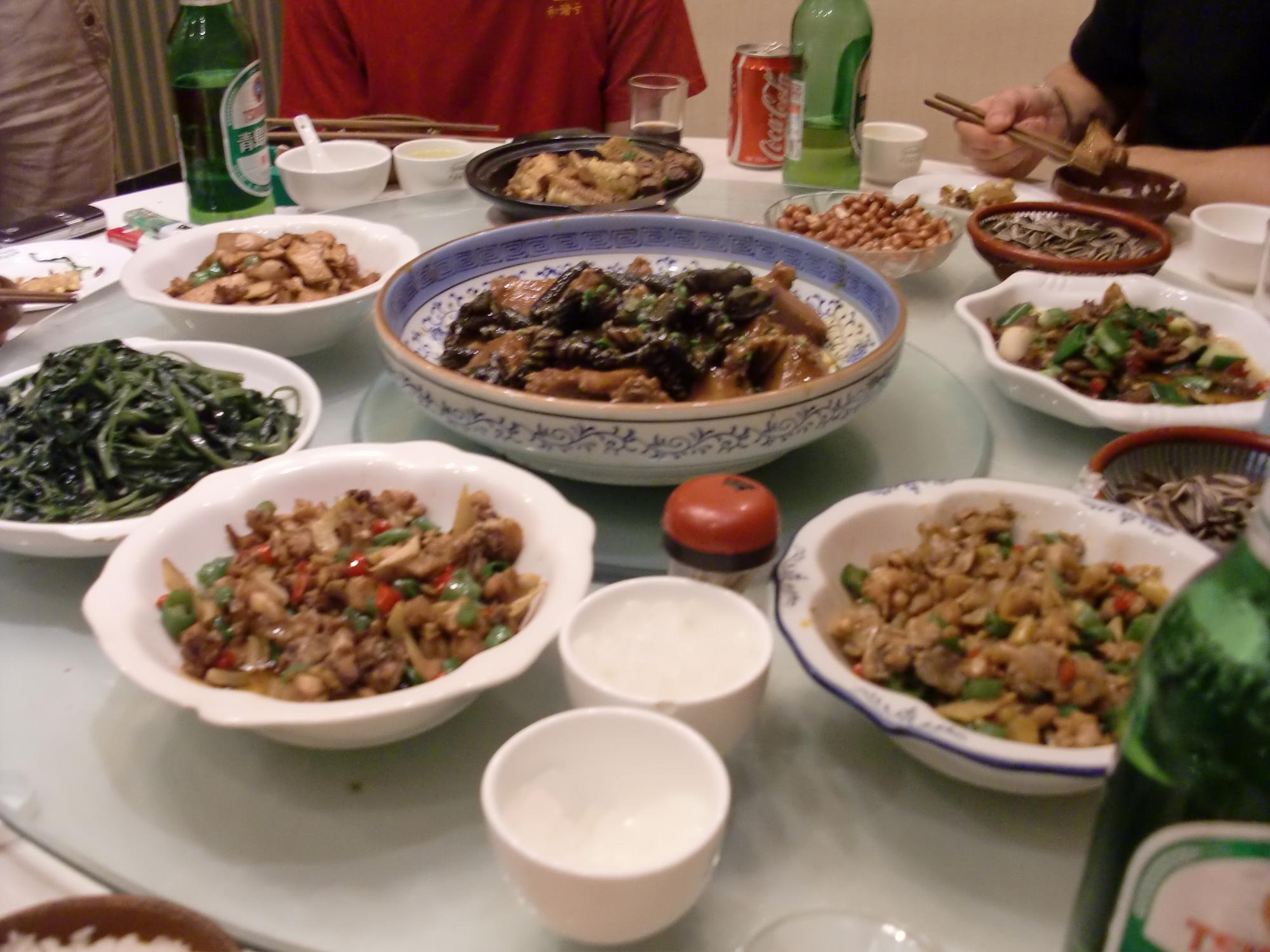
Страви зі змій у пекінському ресторані

Споживання м'яса змії та супутніх товарів є відображенням багатьох культур у всьому світі, особливо в азійських країнах, таких як Китай, Тайвань, Таїланд, Індонезія, В'єтнам та Камбоджа. Через свої передбачувані переваги для здоров'я та якості афродизіаку, зміїне м'ясо часто розглядається як делікатес і вживається в їжу. Страви зі змеї входять у меню деяких ресторанів. При цьому їх смажать, тушкують, варять супи. У Китаї існують ресторани, в яких меню складається винятково зі страв, в яких в тому чи іншому вигляді присутні змії. Існує звичай пити вино з додаванням зміїної крові в спробі підвищити мужність і енергійність. Традиційна китайська медицина вважає, що зміїне вино, традиційний напій, настояний на цілих зміях, має лікувальні властивості. Зміїне вино бере свій початок у китайській культурі. Однак використання зміїних продуктів створює моральні питання щодо збереження та добробуту тварин. Важливо приділяти увагу та регулювати сталий видобуток змій для вживання в їжу, особливо в районах, де популяції змій скорочуються в результаті деградації місця існування і надмірного вилову.

### Домашні тварини
У західному світі деяких змій утримуються як домашні улюбленці, особливо такі слухняні види, як кулястий пітон і кукурудзяна змія. Щоб задовольнити попит, розвинулася галузь розведення тварин у неволі. Змії, вирощені в неволі, вважаються кращими за особин, спійманих у дикій природі, і зазвичай стають кращими домашніми тваринами. Порівняно з більш традиційними видами тварин-компаньйонів, змії не потребують особливого догляду: їм потрібно мінімум місця, оскільки довжина більшості видів не перевищує 5 футів (1,5 м), і їх можна годувати відносно рідко — зазвичай раз на п'ять-чотирнадцять днів. Деякі змії мають тривалість життя понад 40 років за умови належного догляду.

### Медицина
Кілька сполук зміїної отрути досліджуються як потенційні засоби лікування або профілактики болю, раку, артриту, інсульту, серцевих захворювань, гемофілії та гіпертонії, а також для зупинки кровотечі (наприклад, під час операції).

## У культурі

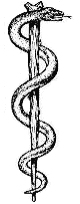
Змія — символ лікарів

Змія — дуже давній та складний символ, який зустрічається майже у всіх культурах світу. У різних народів та у різних релігіях змія сприймається по-різному. У багатьох народів змія є символом первинних сил природи, зокрема грому та блискавки, також часто пов'язується з водою та плодючістю (плодючістю землі та вагітністю жінки). Змія, згорнута в кільце (або та, що пожирає власний хвіст) є символом вічності та циклічності розвитку світу. Водночас у деяких давніх народів змія втілювала зло та хаос, була антагоністом добрим богам.
У європейській традиції змія є символом гріхопадіння, диявола, уособлює зло, підступність та руйнування. Це насамперед пов'язано з християнством, змієм-спокусником з Біблії. Але в той же час змія є символом мудрості та знань. Також вона з давніх часів уособлювала зцілення, змія що обвиває чашу є емблемою лікарів і в наш час.
Суперечливість різних уособлень змії може бути пояснена прямо протилежними якостями цих тварин. Отрута змії може вбити, але з іншого боку є лікарським засобом; змія тривалий час може лежати нерухомо, а може здійснити блискавичний стрибок. Крім того, форма тіла змії може бути дуже мінлива: (змія може згортатись у формі кола, спіралі, прибирати хвилеподібну форму).
В Японії змія називається хебі (яп. 蛇). В японській міфології вона постає як величезна отруйна змія, або антропоморфна істота, що має риси як змії, так і людини. Хебі використовують інколи як персонажа в аніме або манзі, де його зображують зазвичай або як хижака, або як істоту «гостру на язик».

### У популярній культурі
- У романах про Гаррі Поттера змія — символ гуртожитку Слизерин. Також змія у цій сазі символізує мудрість і обережність, чесноти студентів гуртожитку Слизерин.

## Виноски
1. ↑  Маркевич, О. П. Російсько-українсько-латинський зоологічний словник. Номенклатура. — Київ : Наук. думка, 1983. — С. 177.
2. ↑  Bauchot, Roland, ред. (1994). Snakes: A Natural History. New York: Sterling Publishing Co., Inc. с. 220. ISBN 978-1-4027-3181-5.
3. ↑  Search results for Higher taxa: snake. The Reptile Database. Hamburg Museum of Zoology. Процитовано 7 лютого 2025.
4. ↑  Hedges SB (4 серпня 2008). At the lower size limit in snakes: two new species of threadsnakes (Squamata: Leptotyphlopidae: Leptotyphlops) from the Lesser Antilles (PDF). Zootaxa. 1841: 1—30. doi:10.11646/zootaxa.1841.1.1. Архів (PDF) оригіналу за 13 серпня 2008. Процитовано 4 серпня 2008.
5. ↑  Fredriksson, G. M. (2005). Predation on Sun Bears by Reticulated Python in East Kalimantan, Indonesian Borneo. Raffles Bulletin of Zoology. 53 (1): 165—168. Архів оригіналу за 9 липня 2014.
6. ↑  Head JJ, Bloch JI, Hastings AK, Bourque JR, Cadena EA, Herrera FA та ін. (February 2009). Giant boid snake from the Palaeocene neotropics reveals hotter past equatorial temperatures. Nature. 457 (7230): 715—7. Bibcode:2009Natur.457..715H. doi:10.1038/nature07671. PMID 19194448.
7. ↑  Perkins S (27 січня 2015). Fossils of oldest known snakes unearthed. news.sciencemag.org. Архів оригіналу за 30 січня 2015. Процитовано 29 січня 2015.
8. ↑  Caldwell MW, Nydam RL, Palci A, Apesteguía S (January 2015). The oldest known snakes from the Middle Jurassic-Lower Cretaceous provide insights on snake evolution. Nature Communications. 6: 5996. Bibcode:2015NatCo...6.5996C. doi:10.1038/ncomms6996. PMID 25625704. {{cite journal}}: |hdl-access= вимагає |hdl= (довідка)
9. 1 2  Органи чуттів. Архів оригіналу за 13 квітня 2009. Процитовано 22 жовтня 2009.
10. ↑  Середовище існування. Архів оригіналу за 23 лютого 2005. Процитовано 20 жовтня 2009.
11. ↑  Розмноження. Архів оригіналу за 17 квітня 2009. Процитовано 18 жовтня 2009.
12. ↑  5 отруйних змій України. Архів оригіналу за 21 вересня 2011. Процитовано 31 травня 2009.
13. ↑  Зубной эликсир [Архівовано 18 січня 2021 у Wayback Machine.](рос.)
14. 1 2  Bagla P (23 квітня 2002). India's Snake Charmers Fade, Blaming Eco-Laws, TV. National Geographic News. Архів оригіналу за 18 грудня 2007. Процитовано 26 листопада 2007.
15. ↑  Bagla P (23 квітня 2002). India's Snake Charmers Fade, Blaming Eco-Laws, TV. National Geographic News. Архів оригіналу за 18 грудня 2007. Процитовано 26 листопада 2007.
16. ↑  Harding L (2 квітня 2002). Snake tricks lose their charm. The Guardian. Архів оригіналу за 16 травня 2020. Процитовано 16 квітня 2020.
17. ↑  Chandra S (12 листопада 2013). India's snake-charmers sway on the edge of extinction. India Today. Архів оригіналу за 3 травня 2020. Процитовано 16 квітня 2020.
18. ↑  Burton, Maurice; Burton, Robert (2002). Snake charmer's bluff. International Wildlife Encyclopedia. Т. 4 (вид. 3rd). Marshall Cavendish. с. 482. ISBN 9780761472704. Архів оригіналу за 18 серпня 2016.
19. 1 2 3  The wine that comes with added bite. www.bbc.com. 25 лютого 2022. Процитовано 8 березня 2024.
20. ↑  Змії у кулінарії. Архів оригіналу за 16 вересня 2009. Процитовано 18 жовтня 2009.
21. ↑  Страви зі змій. Архів оригіналу за 5 жовтня 2009. Процитовано 18 жовтня 2009.
22. 1 2  Articles tagged as Snakes | Smithsonian Magazine. www.smithsonianmag.com. Процитовано 8 березня 2024.
23. ↑  Ernest C, Zug GR, Griffin MD (1996). Snakes in Question: The Smithsonian Answer Book. Washington, D.C.: Smithsonian Books. с. 203. ISBN 978-1-56098-648-5.
24. ↑  Vyas VK, Brahmbhatt K, Bhatt H, Parmar U (February 2013). Therapeutic potential of snake venom in cancer therapy: current perspectives. Asian Pacific Journal of Tropical Biomedicine. 3 (2): 156—62. doi:10.1016/S2221-1691(13)60042-8. PMC 3627178. PMID 23593597.
25. ↑  Holland JS (February 2013). The Bite That Heals. National Geographic. Архів оригіналу за 25 травня 2018.
26. ↑  Wilcox C (2016). Venomous. Scientific American. ISBN 978-0374283377. Архів оригіналу за 24 травня 2018. Процитовано 24 травня 2018.
27. ↑  Змія у різних народів. Архів оригіналу за 29 серпня 2009. Процитовано 12 вересня 2009.
28. ↑  Змії у релігіях. Архів оригіналу за 4 травня 2009. Процитовано 12 вересня 2009.
29. ↑  Змія — символ лікарів. Архів оригіналу за 17 квітня 2015. Процитовано 12 вересня 2009.